# Великоустюжское чернение по серебру

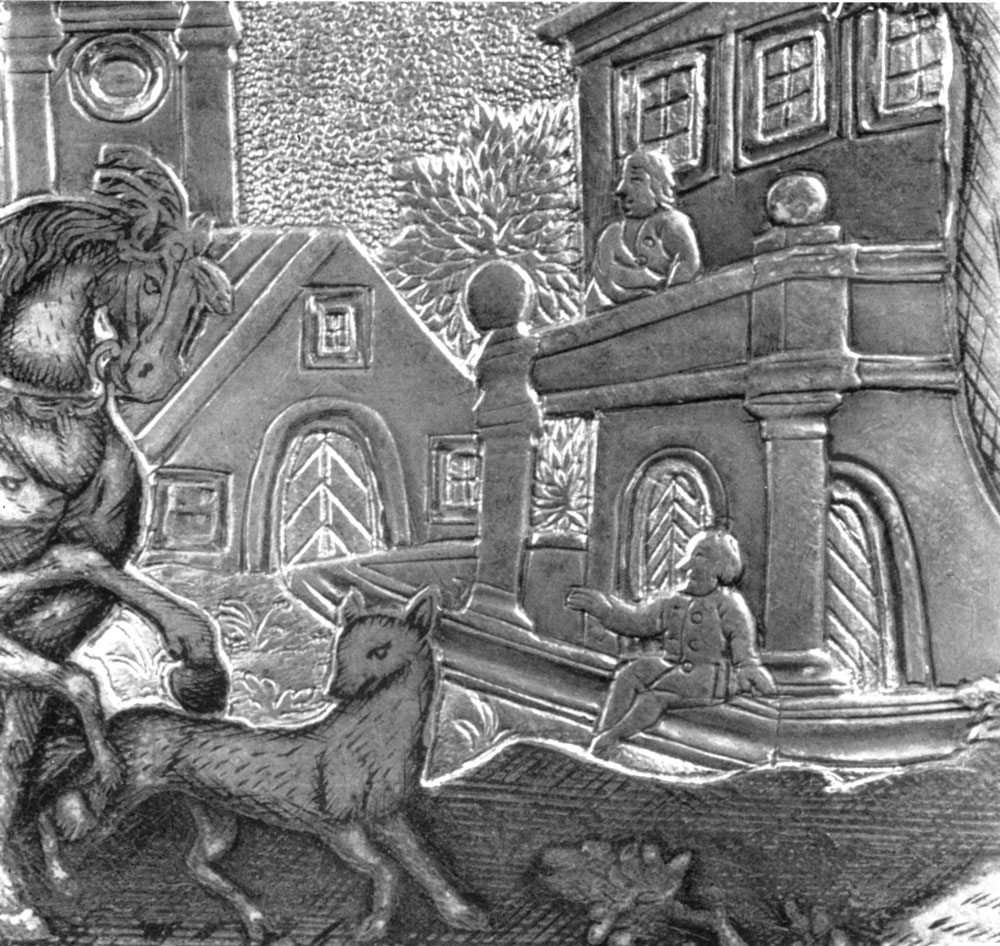
Серебряная табакерка работы Михаила Климшина. Великий Устюг. 1764

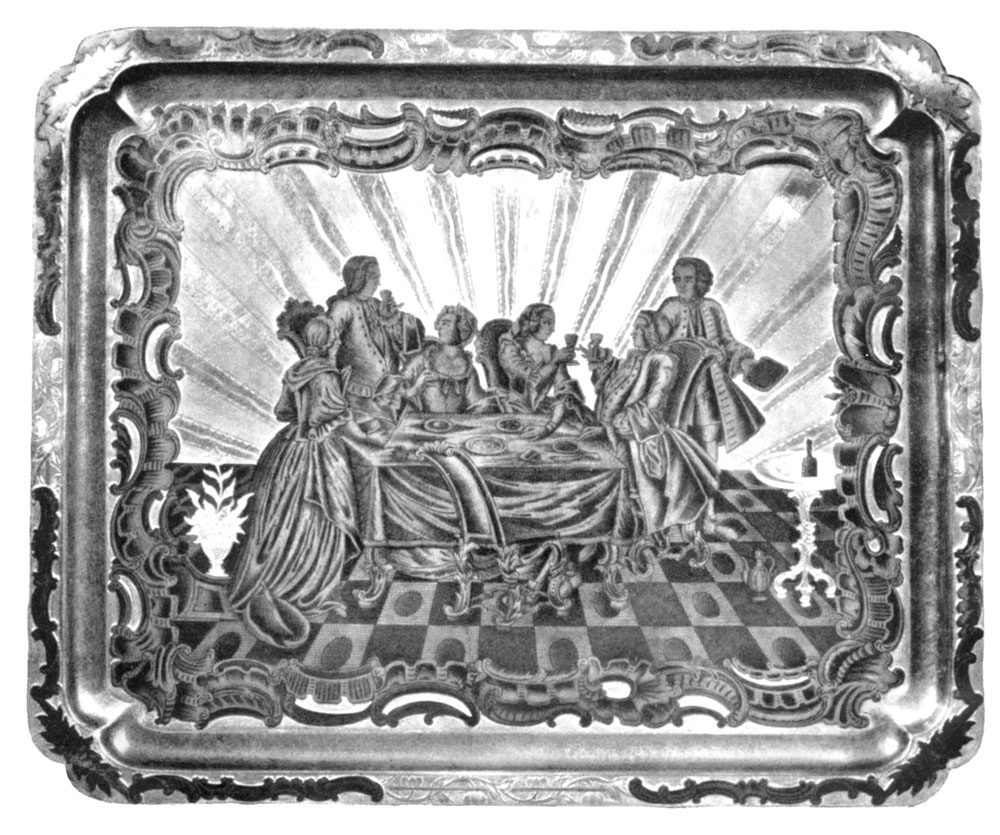
Серебряный поднос и деталь. Великий Устюг. 1779

Великоу́стюжское черне́ние по серебру́ — русский народный художественный промысел, сложился в XVII веке в Великом Устюге (ныне — районный центр в Вологодской области). Заключается в украшении чернёнными рисунками различных серебряных изделий (например, портсигаров, подстаканников, столовых и посудных наборов).

## Технология

### Общие принципы
Основа технологии чернения заключается в следующем:
- В изделии гравируются, чеканятся или протравливаются небольшие углубления.
- В получившийся узор вплавляют сплав, состоящий из серебра, меди, свинца и серы .

Известны различные вариации приготовления сплава, его наложения и оплавления.

### Особенности чернения в Великом Устюге
По некоторым данным, мастера этого города используют наиболее древнюю из известных на сегодняшний день технологий.
Устюгское чернение всегда довольно ощутимо отличается от работ московских и петербургских мастеров: большой вес имеет сюжетная гравюра; рисунок весьма насыщенный, с гораздо более густым цветом. Выполненный штрихами фон образует своего рода сетку. Часто изображение дополняется резными или чеканными деталями. В большинстве случаев изображается общий абрис объекта, без мелкой детализации.

## История

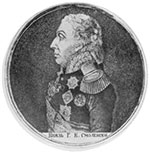
Серебряная табакерка с портретом Кутузова работы Фёдора Бушковского. Великий Устюг. 1813.

Чернение на Руси появилось в X веке, однако широкое развитие получило только в XVII.
А со второй половины XVII века Великий Устюг занимает в этом искусстве ведущее положение в России.
Наибольшего расцвета искусство чернения в Великом Устюге достигает в XVIII веке, а к его середине относится и первое упоминание об устюжском чернении в официальных бумагах: устюжанина Михаила Климшина (по другим источникам — Климушкина) вызывают в Москву, «для обучения оного мастерства московских жителей от купечества».
В 1762 году в городе открываются фабрики братьев Поповых.
С середины XVIII века в устюжских работах начинает ощущаться влияние распространённого в то время в Европе барокко. Характерные для мастеров Устюга сложные сюжетные композиции оформляются пышным обрамлением. Популярность приобретают охотничьи и пасторальные сюжеты.
Но уже с 1780-х годов в работах начинают превалировать сюжеты, характерные для строгого классицизма, в соответствии с канонами которого оформление становится также гораздо строже, часто используются практически документальные изображения городов и даже географических карт.
Наряду с этими изменениями происходят и другие: один из известных мастеров того периода, Жилин, заменяет использование лучеобразно расходящихся линий на сплошной узор из маленьких звёзд и букетиков.
В середине XIX века в произведениях ведущих мастеров (например, М. И. Кошкова) часто используется сплошь покрывающий поверхность изделия растительный узор, с использованием резких контрастов. Однако к концу XIX века, частные ремесленники Великого Устюга оказались не в состоянии конкурировать с крупными столичными фабриками, что ознаменовало закат устюжского чернения.

## XX—XXI века
В 1933 году в Великом Устюге М. П. Чирковым основывается артель «Северная чернь». Первоначально в ней изготовляется незатейливый ширпотреб: подстаканники, ложки и т. п., украшенные лишь простым цветочным орнаментом.
Однако, начиная с 1936 года, художественным руководителем артели становится Е. П. Шильниковский, сумевший восстановить забытые традиции, а также сделавший и ряд нововведений, одним из которых явилось создание литературных коллекций, основанных на произведениях Пушкина, Гоголя, Крылова.
Под руководством Шильниковского устюгское чернение возрождается и достигает небывалых успехов — в 1937 году на всемирной выставке в Париже великоустюжское чернённое серебро было награждено Большой Серебряной медалью и дипломом (за серию предметов, выполненных по мотивам пушкинских произведений).
В 1961 году артель, сохраняя своё название, преобразовывается в фабрику, а затем в завод.
Отличительной особенностью этого периода является обращение к традициям старины: кроме ставших привычными предметов на предприятии изготавливают чарки, братины и т. п. Для украшения произведений в основном используются крупные растительные узоры, с включёнными в них птицами, сказочными и мифологическими существами.
Благодаря всемирной славе, «Северная чернь» в советские времена постоянно получает правительственные заказы, большинство из которых выполняется по рисункам Шильниковского. На предприятии выпускаются произведения, посвящённые почти всем значительным событиям (например, подвигу папанинцев, 800-летию Москвы, юбилею воссоединения Украины с Россией, покорение космоса).